# Barbara Jonak
Barbara Jonak, de domo Kurzaj (ur. 26 grudnia 1975 w Krakowie) – polska aktorka.

## Życiorys
Debiutowała 10 grudnia 1994 roku w Teatrze im. Juliusza Słowackiego w Krakowie w przedstawieniu Wesele. W 1999 została absolwentką krakowskiej PWST. Jej praca dyplomowa Jak Piaf.. jest sztuką, którą zdobyła uznanie jako młoda aktorka również za granicą. Od 1994 roku związana jest z Teatrem im. Juliusza Słowackiego w Krakowie. Gościnnie występowała w Starym Teatrze w Krakowie (1999) i Teatrze Śląskim im. Stanisława Wyspiańskiego w Katowicach (2004).
W 2005 za role w spektaklach Nondum i Merylin Mongoł została wyróżniona Nagrodą im. Leona Schillera, przyznawaną corocznie przez ZASP młodym, utalentowanym artystom.

## Filmografia
- 1999: Tydzień z życia mężczyzny – dzieciobójczyni
- 2000: Enduro Bojz – Ewa
- 2000–2001: Miasteczko – współpracownica Eli
- 2001: Samo niebo – aktorka (odc. 3)
- 2001: Inferno – Anka
- 2002: Wolny przejazd – Natasza
- 2003: Bez końca – dziewczyna
- 2004: W dół kolorowym wzgórzem – Zośka
- 2004: Ono – koleżanka Ewy
- 2004: Oficer – „doliniara” w centrum handlowym (odc. 7 i 10)
- 2005: Boża podszewka (odc. 14)
- 2005: Oda do radości – Danka (cz. 1)
- 2006: Strajk – Elwira
- 2006: Królowie śródmieścia – sekretarka Bożeny (odc. 5-7)
- 2006: Na cz@tach – Monika
- 2006: Co słonko widziało – Ewa
- 2007: Katyń
- 2007: Ekipa – Patrycja, sekretarka premiera
- 2008: Wichry Kołymy – więźniarka kryminalistka
- 2008–2011: Ojciec Mateusz – fryzjerka Teresa (odc. 1); pracownica spa (odc. 31); patomorfolog (odc. 93)
- 2008: Glina – Helena Kuchciak, sąsiadka Rakowskiej (odc. 20)
- 2009: Generał – sąsiadka (odc. 2)
- 2009: Generał – zamach na Gibraltarze – pani Ala
- 2009–2010: Blondynka – Viola
- 2010: Ratownicy – Julita Kędzior, uczestniczka wyjazdu integracyjnego (odc. 2)
- 2010: Śniadanie do łóżka – szefowa sesji zdjęciowej
- 2010: Milczenie jest złotem – Marysia, uczestniczka choreoterapii
- 2010: Maraton tańca – siostra Cezaria
- od 2010: Barwy szczęścia – Sabina Nowak-Tomala, matka Kajtka
- 2011: Ki – Iwo
- 2011–2013: Głęboka woda – Edyta Zając
- 2012: Paradoks – Grażyna, gospodyni księdza (odc. 4)
- 2013: Komisarz Alex – Markowska, matka Kai (odc. 51)
- 2013: Stacja Warszawa – prokurator
- 2014: Jeziorak –Dorota Zień
- 2014: Pod Mocnym Aniołem – żona terrorysty
- 2014: Miasto 44 – matka niemowlaka
- 2014: Zbrodnia – Ewa Miernus, siostra Piotra
- 2015:  O mnie się nie martw – Barbara (odc. 37)
- 2015: Moje córki krowy – lekarka Iza Kwiecień
- 2015: Czerwony pająk – prostytutka
- 2016: Ojciec Mateusz – Gabriela Frączek (odc. 192)
- 2016: Na dobre i na złe – Maja (odc. 657)
- 2016: Bóg w Krakowie – mecenas Irena, szefowa Oli
- 2017: Komisarz Alex – Natalia Rogalska, wydawca Zielińskiej (odc. 116)
- 2018–2019: Za marzenia – dyrektorka szkoły
- 2018: Dzień czekolady – mama Dawida
- 2018: Zabawa, zabawa – Beata, córka Teresy
- 2019: Szóstka – pielęgniarka
- 2019: Boże Ciało – wdowa
- 2020: Szadź – matka Ewy
- 2020: Król – Stanisława Tabaczyńska
- 2020: Królestwo kobiet – szefowa Klaudiusza
- 2021: Kruk. Czorny woron nie śpi – Marzena Wasilewska
- 2021: Najmro. Kocha, kradnie, szanuje – technik kryminalistyczny

Źródło: Filmpolski.pl.